# Montortal
Montortal es una pedanía de La Alcudia en la provincia de Valencia, España, situada a unos 35 km de la capital (Valencia). 

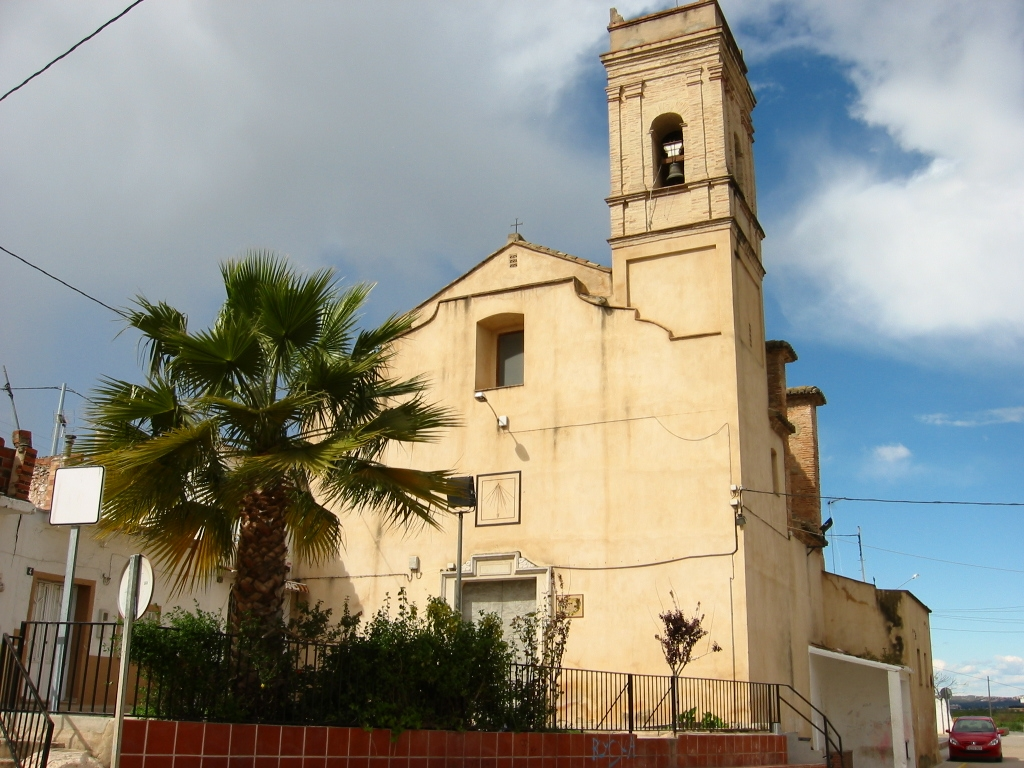
Iglesia de la Inmaculada de Montortal.

Su población era de 133 habitantes a fecha 1 de enero de 2022 según los datos oficiales del INE.
Este pequeño pueblo, que en la antigüedad pertenecía al marqués de Montortal, se asienta en la comarca de la Ribera Alta, una zona intensamente agrícola donde se cultivan naranjos y caquis. Es uno de los pocos pueblos no explotados urbanísticamente, debido principalmente a que, en su mayor parte, se encuentra en terrenos no urbanizables, lo que hace extremadamente difícil y a veces imposible obtener nuevos permisos de edificación. Sin embargo, desde hace unos años está empezando a experimentar un incremento de población y la restauración de sus edificios. En 2006, solamente 5 casas, de las cuarenta que existen en el pueblo, están deshabitadas y en venta, aunque muchas se encuentran okupadas por familias de origen étnico gitano.

## Monumentos
Posee una iglesia, consagrada a la Virgen de la Purísima, del siglo XVII. Fue incorporada en 1902 como iglesia filial de la iglesia de San Andrés Apóstol, en La Alcudia.

## Comunicaciones
Se puede acceder a esta pedanía desde la autovía A-7 y a través de la línea 1 de Metrovalencia.

## Localización
- Montortal en Google Maps ()